# NGC 7279
NGC 7279 este o galaxie situată în constelația Peștele Austral. A fost descoperită în 23 septembrie 1834 de către John Herschel. Se află la o distanță de 119,67 megaparseci de Pământ.